# Carlos Veglio
Carlos José Veglio (Buenos Aires, 27 de agosto de 1946) é um ex-futebolista argentino que atuava como meia ou atacante.
Veglio é um dos maiores ídolos do San Lorenzo, onde jogou 206 partidas entre 1968 e 1975. Despontou no pequenoDeportivo Español e chegou a tempo de integrar Los Matadores, a célebre equipe azulgrana de 1968, que fez o San Lorenzo tornar-se o primeiro clube a sagrar-se campeão argentino profissional de forma invicta. Logo chegou à Seleção Argentina, pela qual jogou até 1970, participando da mal-sucedida campanha que não classificou a Albiceleste para a Copa do Mundo deste ano.
Veglio participou ainda de forma substancial do título do Torneio Metropolitano do campeonato argentino de 1972. Uma lesão o impediu de participar do título do Torneio Nacional, no mesmo ano, apesar de, na partida decisiva, frente ao River Plate, ter sido ordenado pelo técnico Juan Carlos Lorenzo para aquecer-se, de forma a pressionar psicologicamente o adversário. Voltou a ser campeão argentino em 1974, embora com a posição perdida para Oscar Ortiz. No ano seguinte, rumou juntamente com o técnico Lorenzo para o Boca Juniors.
No clube auriazul, também se consagraria como um grande ídolo. Já em 1976, seria campeão tanto do Metropolitano quanto do Nacional, este com vitória sobre o River Plate na decisão a dois dias da véspera do natal. No ano seguinte, o arquirrival seria batido também na fase de grupos da Taça Libertadores da América. O Boca conseguiu chegar na decisão, onde enfrentou o detentor do título, o Cruzeiro. Foi de Veglio o único gol boquense na final; cada time venceu sua partida como mandante pelo placar mínimo, e o jogo extra, em campo neutro, terminou em empate sem gols. O inédito título - para Veglio e para o Boca - veio nos pênaltis.
Voltou a ser fundamental na Taça Intercontinental, decidida com o Borussia Mönchengladbach - o Liverpool fora o campeão europeu, mas recusou-se a participar e sua vaga foi cedida ao vice -; os adversários haviam arrancando um empate na Bombonera e Veglio cadenciou o ritmo na Alemanha Ocidental após os argentinos conseguirem a dianteira no escore. A partida, realizada já em 1978, terminou em surpreendente vitória xeneize por 3 x 0. No mesmo ano, veio o bi na Libertadores, sobre o Deportivo Cali. Veglio, àquela altura, já não tinha titularidade garantida e jogou em 1979 no Universidad de Los Andes, da Venezuela.
Em 1980, retornou ao Boca Juniors, ficando apenas aquele ano. Passaria por mais três clubes até encerrar a carreira, dois anos depois: León (México), Cerro Porteño (Paraguai) e, de volta ao país natal, o Gimnasia y Esgrima de Jujuy. No Boca, participaria de outra série de títulos, com os nove que presenciou como assistente do técnico Carlos Bianchi.
Assim resumiu a carreira: "e pensar que muitos jogadores passam uma vida sem ser campeões e eu tive a sorte de festejar vários títulos".

## Títulos
San Lorenzo
- Campeonato Argentino: Metropolitano 1968, Metropolitano 1972, Nacional 1972, Nacional 1974 [2]

Boca Juniors
- Campeonato Argentino: Metropolitano 1976, Nacional 1976 [1]
- Taça Libertadores da América: 1977, 1978 [1]
- Taça Intercontinental: 1977 [1]